# Glen Little
Glen Matthew Little est un footballeur anglais né le 15 octobre 1975 à Wimbledon.

## Biographie
Le 24 mai 2012, Glen Little signe une prolongation de contrat à Wrexham et s'engage pour une année supplémentaire.

## Carrière
- 1994-1995 : Crystal Palace  Angleterre
- 1995-nov. 1996 : Glentoran FC  Irlande du Nord
- déc. 1996-2004 : Burnley  Angleterre
  - avr. 2003-2003 : Reading FC  Angleterre (prêt)
  - 2003-oct. 2003 : Bolton Wanderers  Angleterre (prêt)
- 2008-2009 : Portsmouth  Angleterre
  - mars 2009-2009 : Reading FC  Angleterre (prêt)
- 2009-2010 : Sheffield United  Angleterre
- 2010-jan. 2011 : Aldershot Town  Angleterre
- 2011-2013 : Wrexham  Pays de Galles
- 2013-2014 : Wealdstone FC  Angleterre
- 2014-déc. 2014 : Heybridge Swifts FC  Angleterre
- depuis jan. 2015 : Welling United FC  Angleterre